# Impedanzwandler

## Impedanzwandler in der Elektrotechnik
In der Elektrotechnik ist der Impedanzwandler eine elektrische Baugruppe, ein Vierpol, der die elektrische Impedanz (den Wechselstromwiderstand) einer Quelle an die eines Verbrauchers anpasst.

### Passive Wandler

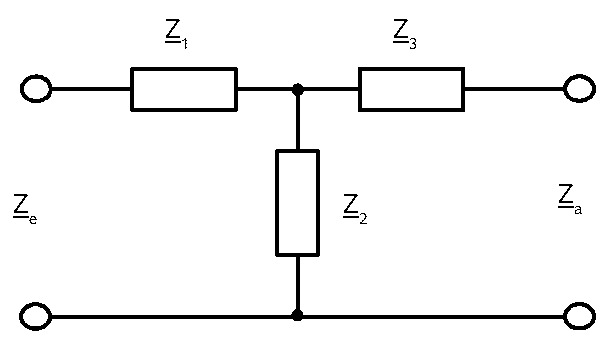
Passives Zweitor als Impedanzwandler

Ein passiver Impedanzwandler ist in seiner Ersatzschaltung ein Zweitor mit entsprechend dimensionierten Impedanzen. Die Ein- und Ausgangs-, wie auch die inneren Impedanzen können beliebig sein. Ein Transformator ist ebenfalls ein passiver Impedanzwandler, da er wegen der Strom- und Spannungstransformation zugleich eine Impedanztransformation bewirkt. Dabei wird von einem idealen Transformator in Näherung ausgegangen, also einer verlustloser Leistungsübertragung von der Primärseite 1 auf die Sekundärseite 2, und die beiden Leistungen P sind dann ident:
{\displaystyle P_{1}=P_{2}}
Über den Bezug, dass die Leistung {\displaystyle P} am Betrag einer Impedanz {\displaystyle Z} gleich
{\displaystyle P={\frac {U^{2}}{Z}}}
ist und mit der Transformationsgleichung an einem idealen Transformator mit dem Übersetzungsverhältnis {\displaystyle \gamma } und den beiden Windungszahlen N von der Primär- und Sekundärseite:
{\displaystyle \gamma ={\frac {N_{1}}{N_{2}}}={\frac {U_{1}}{U_{2}}}}
ergibt sich das Übersetzungsverhältnis als Funktion der Impedanzen zu
{\displaystyle \gamma ={\sqrt {\frac {Z_{1}}{Z_{2}}}}}
womit die Impedanzen zwischen Primärseite und Sekundärseite am Transformator quadratisch transformiert werden:
{\displaystyle \gamma ^{2}={\frac {Z_{1}}{Z_{2}}}}
In der Hochfrequenz- und Antennentechnik ist dieser Transformator häufig ein Balun, daneben sind unter anderem Resonanztransformatoren, Leitungsstücke bestimmter Kabelimpedanz und Länge als Impedanztransformator in Verwendung.

### Aktive Wandler

Verringerung der Impedanz mit Operationsverstärker

Aktive Impedanzwandler sind immer analoge Verstärkerschaltungen. Da bei aktiven Impedanzwandlern durch eine Spannungsquelle elektrische Leistung in die Schaltung geliefert wird, ist nahezu jede beliebige Art der Impedanzwandlung möglich.
Als Beispiel dafür sind die Transistorgrundschaltungen sowie Schaltungen mit Operationsverstärkern wie der Spannungsfolger genannt.

### Hochfrequenzschaltungen
In Geräten der Hochfrequenztechnik müssen unterschiedliche Impedanzen von aktiven Bauelementen einander angepasst werden. Bei Wellenlängen, die die Abmessungen der Geräte deutlich überschreiten, verwendet man dazu auch Resonanztransformatoren, bei kürzeren Wellenlängen im Rahmen der Leitungstheorie Leitungen geeigneter Länge zur Impedanzanpassung, beispielsweise Streifenleitungen. Mit beiden Anordnungen lassen sich auch komplexe Widerstände anpassen.

## Nichtelektrische Wandler

### Schall
Die Impedanzwandlung bei Schall ist zu dessen effektiver Übertragung und Abstrahlung erforderlich. Ziel eines Hornlautsprechers ist, die Wellenimpedanz des eigentlichen Lautsprechers an die Schallkennimpedanz der umgebenden Luft anzupassen. Hier weitere Beispiele:

#### Mittelohr
Da das Außenohr mit Luft und das Innenohr mit Flüssigkeit gefüllt ist, kommt es im Mittelohr, also dem Übergang, zu einer Erhöhung der akustischen Impedanz. Dieses wirkt wie eine schallharte Wand. Um diesem Anstieg entgegenzuwirken, gibt es im Mittelohr zwei Mechanismen: die Hebelwirkung der Gehörknöchelchen und die Druckverstärkung, die durch den Flächenunterschied zwischen ovalem Fenster und dem Trommelfell entsteht.

#### Bassreflexprinzip
Bei Lautsprecherboxen wird oft das resonante Bassreflexprinzip angewendet, um bei begrenztem Boxenvolumen dennoch eine gute Abstrahlung tiefer Frequenzen zu erreichen. Dabei wird die Impedanz, gegen die der Lautsprecher arbeitet, verringert, indem er einen akustischen Resonator erregt, der aus dem elastischen Luftvolumen in der Box und der im Bassreflexrohr bewegten Luftmasse besteht.

#### Sonotrode
Sonotroden dienen der Anpassung der Impedanz eines Ultraschallwandlers an das Werkstück beim Ultraschallschweißen und -bonden. Dazu sind sie schmal zulaufend, d. h. umgekehrt als ein Exponentialhorn, geformt.

#### Exponentialhorn
Exponentialhörner finden sich an manchen Hochtonlautsprechern und als Trichter an Grammophonen und dem Edison-Apparat. Früher verwendete man zur Beschallung in Kinos metergroße Exponentialhörner hinter der Leinwand. In allen diesen Fällen dienen sie der Impedanzanpassung des Schallwandlers an die Freiraumimpedanz des Luftschalles. Heute sind Exponentialhörner noch für LKW-Hupen und Drucklufttröten in Gebrauch. Siehe auch Horn (Lautsprecher) und Makrofon.